# Эмирау

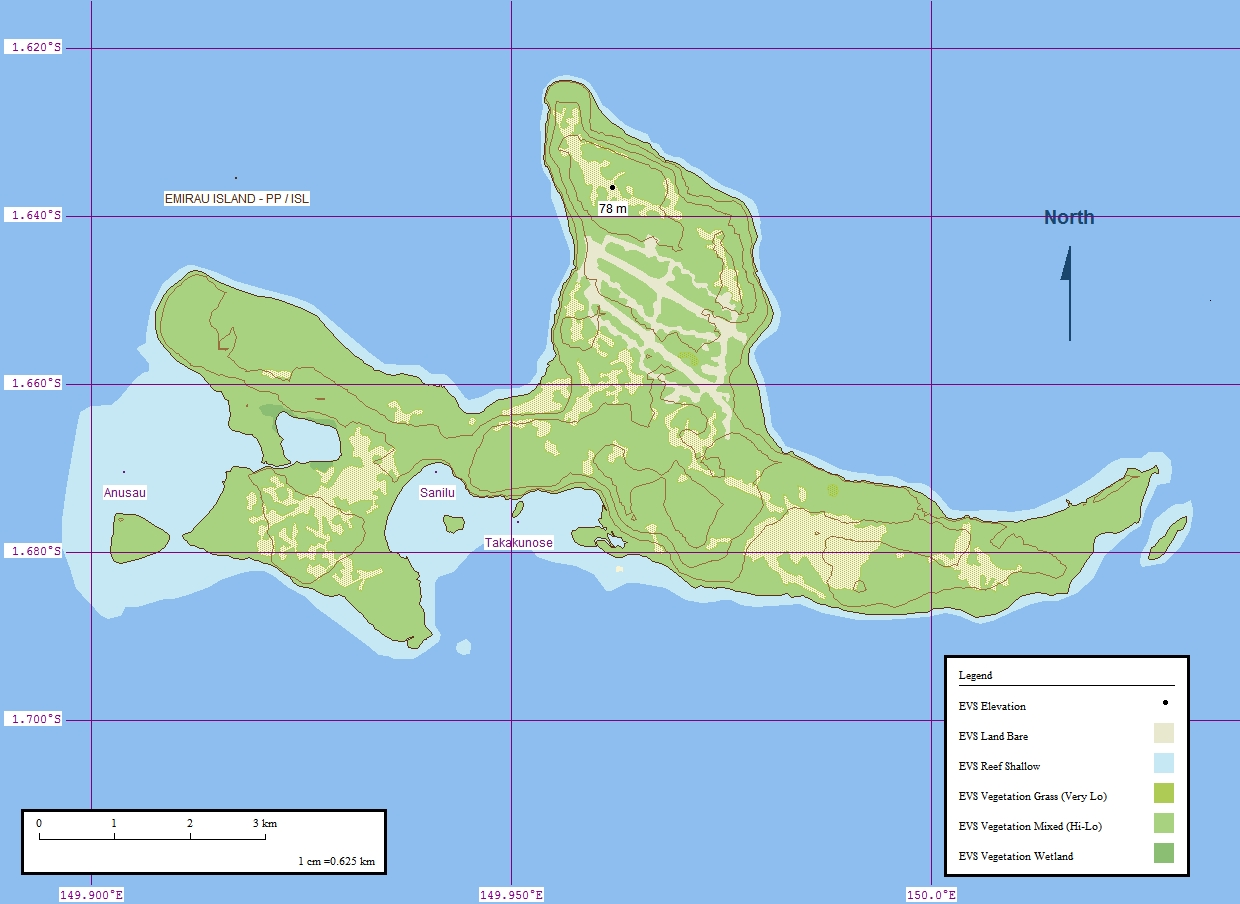
Карта острова Эмирау

Эмирау  (англ. Emirau Island) — остров в архипелаге Бисмарка.

## Географическое положение
Находится к северу от Папуа — Новой Гвинеи, в юго-восточной части островов Сент-Маттиас, в 40 км от острова Муссау и 140 км от Кавиенга. Площадь острова составляет всего около 40 км² (длина острова составляет 13 км, ширина — 3,2 км). Климат тропический с мягкими зимами. Высокая влажность и большое количество осадков. На северо-западном побережье — гавань в Гамбургском заливе.

## История
С 20 по 27 марта 1944 года остров был занят войсками США для подготовки к последующему вторжению на японскую базу Рабаул.